# NGC 4567
NGC 4567 је спирална галаксија у сазвежђу Девица која се налази на NGC листи објеката дубоког неба.
Деклинација објекта је + 11° 15' 28" а ректасцензија 12h 36m 32,7s. Привидна величина (магнитуда) објекта NGC 4567 износи 11,3 а фотографска магнитуда 12,1. Налази се на удаљености од 16,8000 милиона парсека од Сунца. NGC 4567 је још познат и под ознакама UGC 7777, MCG 2-32-151, CGCG 70-189, IRAS 12340+1130, VCC 1673, VV 219, KCPG 347A, Siamese twins, PGC 42064.